# Thoszan
Thoszan (hangul: 토산군, Thoszan-kun, handzsa: 兎山郡, RR: T'osan-kun, ’nyúl-hegy’) megye Észak-Koreában, Észak-Hvanghe (Hwanghae) tartományban. Kogurjo (Goguryeo) idején alapították, Oszahamdal (오사함달; 烏斯含達, Osahamdal), tehát kogurjó (goguryeo-)i nyelven „Nyúl-hegy” néven. 756-ban nyerte el mai, azonos jelentéssel bíró, ám kínai írásjegyekkel jegyzett nevét. 1895-ben emelték megyei rangra.

## Földrajza
Keletről az Ahobirjong (Ahobiryŏng)-hegylánc, illetve a Rimdzsin (Rimjin), és annak túlpartján a Kangvon (Kangwŏn) tartománybeli Cshorvon (Ch'ŏrwŏn) és Icshon (Ich'ŏn), délről Csangphung (Changp'ung), nyugatról Kumcshon (Kŭmch'ŏn), északról Singje (Sin'gye) határolja.
Legmagasabb pontja a 716 méter magas Szurjongszan (수룡산; 首龍山, Suryongsan).

## Közigazgatása
1 községből (up (ŭp)), 17 faluból (ri (ri)) áll:
| - Thoszan-up (토산읍; 兎山邑, T'osan-ŭp) - Rjongam-ri (룡암리; 龍岩里, Ryongam-ri) - Mebong-ri (매봉리; 梅峰里, Maebong-ri) - Munszong-ri (문성리; 文城里, Munsŏng-ri) - Midang-ri (미당리; 美堂里, Midang-ri) - Pekhva-ri (백화리; 百花里, Paekhwa-ri) - Pongbul-ri (봉불리; 烽佛里, Pongbul-ri) - Pukpho-ri (북포리; 北浦里, Pukp'o-ri) - Szokpong-ri (석봉리; 石峯里, Sŏkpong-ri) | - Szongsze-ri (송세리; 松細里, Songse-ri) - Szongcshon-ri (송천리; 松川里, Songch'ŏn-ri) - Szuhap-ri (수합리; 水合里, Suhap-ri) - Anbong-ri (안봉리; 安鳳里, Anbong-ri) - Jangsza-ri (양사리; 陽寺里, Yangsa-ri) - Volszong-ri (월성리; 月城里, Wŏlsŏng-ri) - Hanam-ri (하남리; 下南里, Hanam-ri) - Hapthan-ri (합탄리; 合灘里, Hapt'an-ri) - Hvanggang-ri (황강리; 黃江里, Hwanggang-ri) |

## Gazdaság
Thoszan (T'osan) megye gazdasága élelmiszeriparra, textiliparra, papírgyártásra és gyógyszeriparra épül.

## Oktatás
Thoszan (T'osan) megye egy mezőgazdasági főiskolának, 19 általános és 19 középiskolának ad otthont.

## Egészségügy
A megye számos egészségügyi intézménnyel rendelkezik, köztük 1 megyei és több tucat helyi kórházzal.

## Közlekedés
A megye közutakon a szomszédos helységek felől közelíthető meg. A megye vasúti kapcsolatokkal nem rendelkezik.